# Anneli Olsson
Anneli Olsson, född 7 februari 1967, är en svensk före detta fotbollsspelare.
Olsson representerade på klubbnivå Hammarby IF. Hon spelade 13 A-landskamper (2 mål) för Sverige, och var med i truppen som tog silver i EM 1995. Hon deltog även i VM 1995.